# 李登雲 (順治進士)
李登雲，崇明縣人，清朝政治人物、進士出身。
順治六年（1649年）己丑科進士，授邢部主事，后官至直隶真定知府。